# 派西科东
派西科东（法語：Paisy-Cosdon，法語發音：[pɛzi kodɔ̃]）是法国奥布省的一个市镇，位于该省西部，属于特鲁瓦区。

## 地理
派西科东（48°14'4"N, 3°42'45"E）面积17.84 平方千米，位于法国大東部大區奥布省，该省份为法国中北部省份，北起马恩省，西接塞纳-马恩省，西南至约讷省，东南至科多尔省，东临上马恩省。
与派西科东接壤的市镇（或旧市镇、城区）包括：贝吕勒、普朗蒂、里尼勒费龙、瓦讷河畔圣伯努瓦、艾克斯-维勒莫尔-帕利斯。
派西科东的时区为UTC+01:00、UTC+02:00（夏令时）。

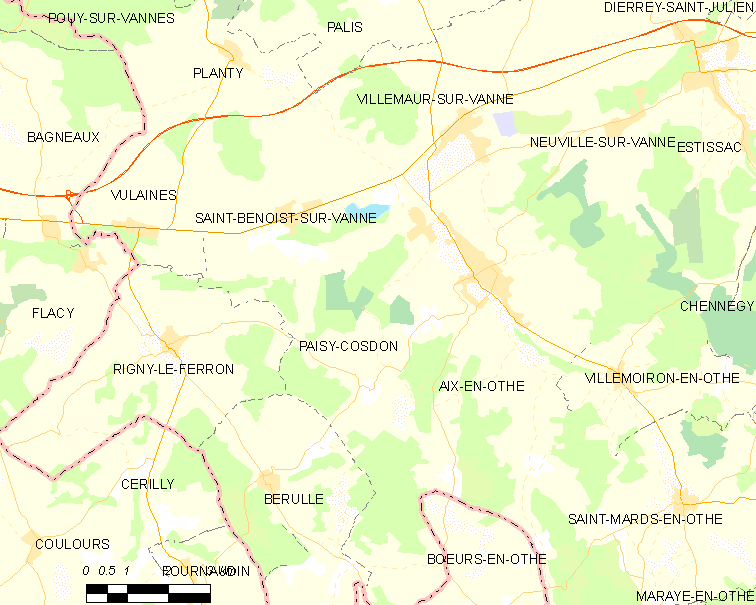
派西科东的OSM定位图

## 行政
派西科东的邮政编码为10160，INSEE市镇编码为10276。

## 政治
派西科东所属的省级选区为艾克斯-维勒莫尔-帕利斯县。

## 人口

1962-2008年间派西科东人口变化图示

派西科东于2022年1月1日时的人口数量为334人。